# Идиосинкразия
Идиосинкразия (от гръцки ιδιοσυνκρασία, букв. „собствен“ + „смесване“) в най-общ смисъл е характерната за даден човек смесица от привързаности и отвращения, с които откликва на околната среда (срв. темперамент).
По-конкретно понятието се употребява, за да обозначи болезнената реакция на някои дразнители, или (по-рядко) точно обратното – неестественото влечение към такива.
В медицински план означава индивидуалната особеност на организма да реагира отрицателно на известни стимули – храни, сетивни възприятия и други (срв. алергия).
По типа на идиосинкразия (свръхчувствителност) се развива и Лекарствено-индуцираната неутропения. Състоянието се характеризира с тежка и остро настъпваща неутропения, клинично изявена с появата на тежки трудно овладяеми инфекции и сепсис. Някои от доказаните причинители на вторични неутропении са НСПВС, Антимикробни агенти – сулфонамиди и пеницилини, тиреостатици, антипиретици, противоревматоидни препарати, седативи и антиепилептици.

## Етимология
Терминът „идиосинкразия“ идва от гръцката дума idiosynkrasía, означаваща „особен темперамент или навик“ (от idios, означаващ „свой собствен“, syn, означаващ „със“ и krasis, означаващ „смесица от четирите вида хумор“ (темперамент)).

## Лингвистика
Терминът може да се отнася и за символи или думи. Идиосинкратичните символи са тези, които значат нещо само за определен човек. Острие, например може да символизира война за един и хирургическа намеса за друг.

## Медицина
Идиосинкрацията определя начина по който лекарите възприемат заболяванията през 19 век. Те смятат всяка една болест за уникално състояние отнасящо се само са определен пациент. Това схващане започва да се променя към 70-те години на 19 век, когато откритията на изследователи в Европа позволяват развитието на „научна медицина“, която е предшественик на днешната медицина основана на факти.

## Икономика
В икономиката, рискът от промени в цените заради уникални обстоятелства свързани с определена облигация се нарича „идиосинкратичен риск“. Този специфичен риск, също наричан несистемен, може да бъде премахнат от инвестиционния портфейл, чрез диверсификация.